# Кобальт-60
Ко́бальт-60, радиоко́бальт — радиоактивный нуклид химического элемента кобальта с атомным номером 27 и массовым числом 60. В природе практически не встречается из-за малого периода полураспада. Открыт в конце 1930-х годов Г. Сиборгом и Дж. Ливингудом в Калифорнийском университете в Беркли.
Активность одного грамма этого нуклида составляет приблизительно 41,8 ТБк.
Кобальт-60 является наиболее долгоживущим из радиоактивных изотопов кобальта, имеет важные практические применения.

## Образование и распад
Кобальт-60 является дочерним продуктом β−-распада нуклида 60Fe (период полураспада составляет 2,6⋅106 лет):
{\displaystyle \mathrm {{}_{26}^{60}Fe} \rightarrow \mathrm {{}_{27}^{60}Co} +e^{-}+{\bar {\nu }}_{e}.}
Кобальт-60 также претерпевает бета-распад (период полураспада 5,2713 года), в результате которого образуется стабильный изотоп никеля 60Ni:
{\displaystyle \mathrm {^{60}_{27}Co} \rightarrow \mathrm {^{60}_{28}Ni} +e^{-}+{\bar {\nu }}_{e}.}
Основное состояние ядра 60Co имеет спин и чётность Jπ = 5+, а основное состояние дочернего ядра 60Ni имеет Jπ = 0+. Поэтому бета-распад в основное состояние очень сильно подавлен в связи с большим изменением спина, которое потребовалось бы для такого перехода. Бета-распады 60Co происходят лишь в возбуждённые состояния 60Ni, имеющие большой спин: 1,332 МэВ (2+), 2,158 МэВ (2+) и 2,505 МэВ (4+).
Наиболее вероятным является испускание электрона и антинейтрино с суммарной энергией 0,318 МэВ, 1,491 МэВ или 0,665 МэВ (в последнем случае вероятность составляет всего лишь 0,022 %). После их испускания нуклид 60Ni сразу находится, как правило, на одном из трёх энергетических уровней с энергиями 1,332, 2,158 и 2,505 МэВ (в зависимости от того, какую энергию унесла пара электрон/антинейтрино), а затем переходит в основное состояние, испуская гамма-кванты (3 уровня дают в комбинации 6 возможных энергий гамма-излучения) или передавая энергию конверсионным электронам. Наиболее вероятным является каскадное испускание гамма-квантов с энергией 1,1732 МэВ и 1,3325 МэВ. Полная энергия распада кобальта-60 составляет 2,823 МэВ.

## Изомеры
Известен единственный изомер 60mCo со следующими характеристиками:
- Избыток массы: −61 590,4(6) кэВ;
- Энергия возбуждения: 58,59(1) кэВ;
- Период полураспада: 10,467(6) мин;
- Спин и чётность ядра: 2+.

Распад изомерного состояния происходит по следующим каналам:
- изомерный переход в основное состояние (вероятность ~100 %);
- β−-распад (вероятность 0,24(3) %) в никель-60.

## Получение
Кобальт-60 получают искусственно, подвергая единственный стабильный изотоп кобальта 59Co бомбардировке тепловыми нейтронами (в ядерном реакторе или с помощью нейтронного генератора). Наиболее рентабельным является производство кобальта-60 на реакторах РБМК, так как в этом случае не требуется никакого дополнительного оборудования или мероприятий, а просто вместо штатных дополнительных поглотителей с карбидом бора устанавливаются сроком на 5 лет кобальтовые поглотители, включающие 1152 таблетки никелированного природного кобальта-59.

## Применение
Кобальт-60 используется в производстве источников гамма-излучения с энергией около 1,3 МэВ, которые применяются для:
- стерилизации пищевых продуктов, медицинских инструментов и материалов;
- обеззараживания и очистки промышленных стоков, твёрдых и жидких отходов различных видов производств;
- радиационной модификации свойств полимеров и изделий из них;
- радиохирургии различных патологий (см. «кобальтовая пушка», гамма-нож);
- дистанционной и внутриполостной гамма-терапии;
- гамма-дефектоскопии;
- определения консистенции (плотности) перекачиваемых по трубопроводам жидких смесей в составе приборов-консистометров (измерителей плотности)[8];
- в системах контроля уровня металла в кристаллизаторе при непрерывной разливке стали.

Является одним из изотопов, применяющихся в радиоизотопных источниках энергии (РИТЭГах и т. п.).

## Кобальт-60 в культуре
- В фильме «Город страха» (1959) сюжет развёртывается вокруг похищения контейнера с кобальтом-60 в количестве, достаточном для уничтожения всего населения Лос-Анджелеса.
- Французская пост-индастриал группа «Cobalt 60» названа в честь данного изотопа.
- Реактор на кобальте-60 (хотя ядерный реактор, работающий на этом изотопе, в принципе невозможен, поскольку кобальт-60 не является делящимся изотопом, как и широко известные рутений-106, цезий-137 и стронций-90) служил объектом религиозного поклонения в романе «Всемогущий атом» американского писателя-фантаста Роберта Силверберга.
- У компании DC Comics есть комикс «Кобальт-60» (первый выпуск — 1968) с одноимённым главным героем. Он носит маску и хочет отомстить своему врагу по имени Стронций-90. По его мотивам и под таким же названием снимается фильм Зака Снайдера.
- В сериале «Касл» (3 сезон, 16-17 серии) главные герои подверглись облучению кобальта-60 и предотвратили взрыв бомбы с ним. Под угрозой находился Нью-Йорк.
- В сериале «9-1-1» (3 сезон, 9 серия) главные герои устраняли последствия аварии с участием грузовика, незаконно перевозившего кобальт-60.
- В видеоигре «Detroit: Become Human» кобальт-60 мог быть использован в качестве «грязной бомбы».
- В серии романов Виктора Пелевина "Transhumanism Inc." присутствовал "Кобальтовый гейзер", являвшийся оружием Судного дня для уничтожения жизни на Земле в случае падения государства Сердоболов.